# Dieter Röß

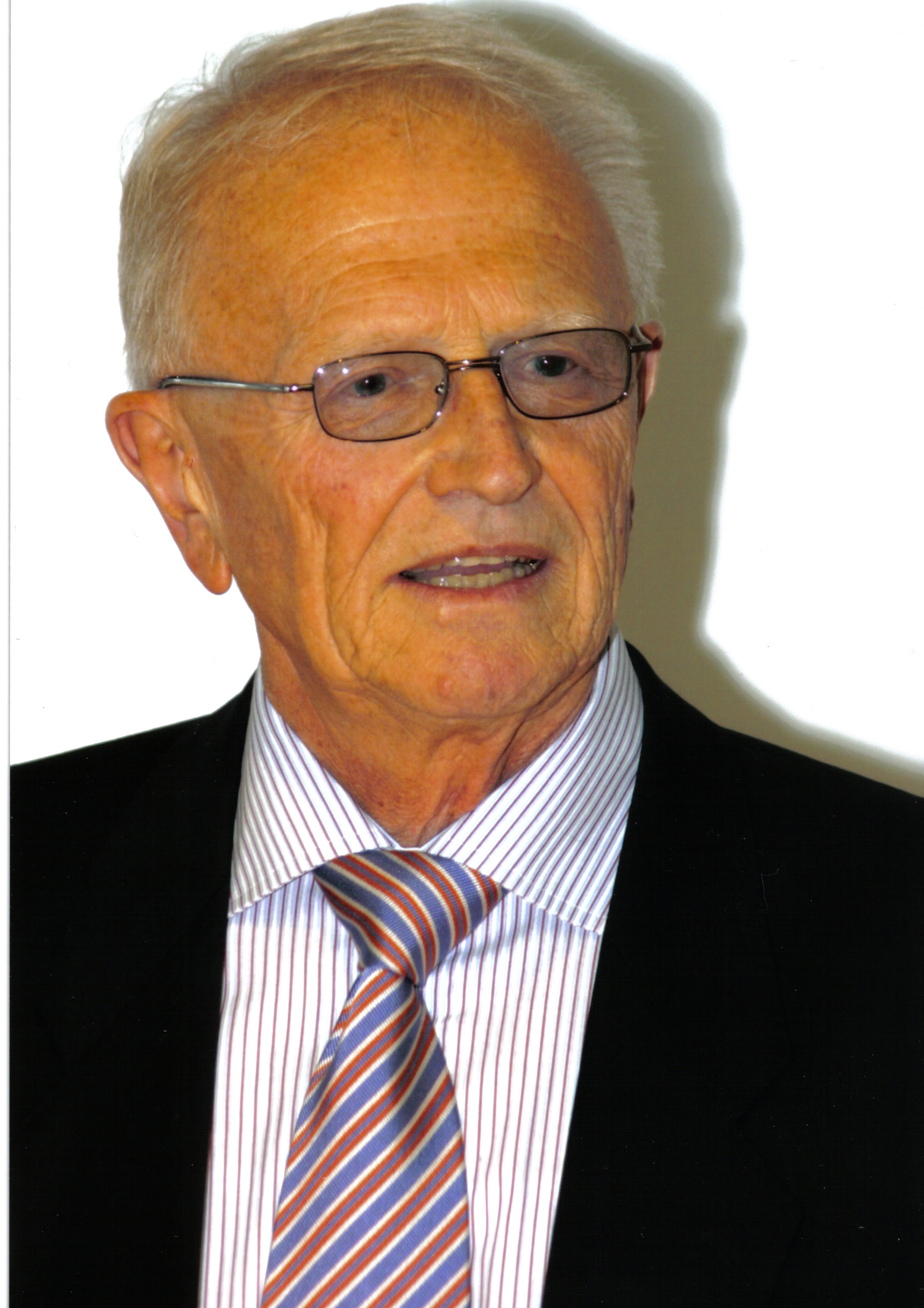
Dieter Röß, 2009

Dieter Röß (* 6. April 1932 in Würzburg) ist ein deutscher Physiker und Wirtschaftsmanager.

## Biografie
Dieter Röß wurde am 6. April 1932 in Würzburg geboren. Der Vater Eduard Röß war als Schulrektor tätig, die Familie entstammte dem Ort Marktsteft am Maindreieck. Röß besuchte zunächst die Oberrealschule in Marktbreit und studierte anschließend Physik an der Universität Würzburg. 1959 wurde er in Würzburg mit einer Arbeit über den Elementarprozess der Röntgenbremsstrahlung promoviert.
Von 1960 bis 1970 arbeitete er im Forschungsbereich der Siemens AG auf den Gebieten Maser, Laser und Holografie. Röß gilt als Laser-Pionier in Deutschland. Gleich nach der Promotion sollte er im Zentrallabor von Siemens und Halske in München einen Rubin-Maser für die Satellitenfunkstation Raisting entwickeln. Als die Nachrichten vom Rubin-Laser von Theodore Maiman bekannt wurden, baute er stattdessen diesen nach und hatte somit, als dieser Ende 1960 lief, den ersten Laser in Deutschland zum Laufen gebracht. Bald darauf folgten Gerd Herziger und Horst Weber von der TH Berlin und 1961 in Ostberlin Kurt Lenz. Später wurde er Leiter der Halbleiterwerke der Siemens AG.
1971 absolvierte Röß das Program for Management Development (PMD) der Harvard Business School. 1991 wurde er von der Universität Marburg zum Honorarprofessor berufen, und unterrichtete in den Folgejahren an den Universitäten Marburg, Gießen, Würzburg und München Studierende der Naturwissenschaften in unternehmerischem Denken und Handeln und in Spieltheorie.
1978 wurde er Geschäftsführer der Vacuumschmelze GmbH, 1979 der Erwin Sick Optoelektronik GmbH (heute Sick AG), 1981 bis 1989 der Heraeus Holding GmbH.
Röß ist ehemaliger Vorsitzender der Nachrichtentechnischen Gesellschaft im VDE (heute Informationstechnische Gesellschaft). Von 1985 bis 2012 war er Vorsitzender des Vorstands der Wilhelm und Else Heraeus-Stiftung.

## Ehrungen
- 2013: Verdienstkreuz am Bande der Bundesrepublik Deutschland
- 2013: Ehrenmitglied des Vorstands der Wilhelm und Else Heraeus-Stiftung
- 2013: Ehrenmitglied der Deutschen Physikalischen Gesellschaft.[6]

## Werke (Auswahl)
- LASER Lichtverstärker und -oszillatoren, Technisch-physikalische Sammlung Band 4, Akademische Verlagsgesellschaft, Frankfurt 1966
- LASERS – Light Amplifiers and Oscillators, Academic Press London and New York 1969
- Einführung in die Technik der Holographie (Koautor: H. Kiemle), Akademische Verlagsgesellschaft Frankfurt 1969
- Forschungsstrategien, Gabler Verlag Wiesbaden 1994[7]
- Unternehmerkurs (digital)[8]
- Analyse betrügerischer Spiele (digital)[9]
- Visual-Basic-Kurs (digital)[10]
- Physik im 21. Jahrhundert – Essays zum Stand der Physik (Hrsg. zusammen mit Werner Martienssen), Springer Heidelberg, März 2011[11]
- Mathematik mit Simulationen lehren und lernen – Plus 2000 Beispiele aus der Physik, De Gruyter Berlin, Januar 2011[12] (auch ins Englische übersetzt verfügbar)[13]